# A westminsteri apátság és a Bath-rend lovagjainak felvonulása
A westminsteri apátság és a Bath-rend lovagjainak felvonulása (Westminster Abbey with a Procession of the Knights of the Bath) Canaletto festménye, amely a westminsteri apátság tulajdonában van.
Canaletto 1749-ben festette a képet. A Bath-rend az egyik legrégebbi angol lovagrend, a történészek úgy tartják, 1399-ben alapították. A képen a frissen beiktatott lovagok vonulnak ki az apátságból 1749. június 20-án. Canalettót Joseph Wilcocks, az apátság esperese bízta meg a festmény elkészítésével.
A lovagok a nyugati oldalon hagyják el az apátságot, és megkerülik a Szent Margit-templomot, amely mögött látható a westminsteri palota nagy csarnokának teteje. Az apátság a festmény készítése előtt esett át felújításon és a két nyugati torony építésén. Canaletto képe a legrégebbi alkotás, amelyen már láthatók a nyugati tornyok, amelyek építése 1745-ben fejeződött be. Elképzelhető, hogy a kép célja nemcsak a lovagrend felvonulásának, hanem ezeknek a fejlesztésnek a megörökítése is volt. Canaletto valószínűleg az esemény leírása szerint, nem személyes élményei alapján festette meg a képet. Erre utal például az, hogy az épület méretei és a felvonulók termete nincs arányban.
A templom kapujában egy asztal látható, amely mögött a lovagrend főszakácsa áll kötényben, kezében késsel. A London Gazette egykori beszámolója szerint az volt a feladata, hogy minden újonnan beiktatott lovagnak a következőt kiáltsa: Uram! Tudod, mily hatalmas esküt tettél, amely, ha betartod, nagy megbecsülést hoz neked, de ha megszeged, akkor hivatalom arra kényszerít engem, hogy lenyessem sarkadról a sarkantyúd!
A festmény 1792 óta a dékán lakrészében függött az apátságban. Ugyan számos alkalommal kölcsönadták a kiállításokra, de az apátságon belül először 2020-ban helyezték olyan helyre, ahol a nagyközönség is megtekinthette.